# Municipio de Prospect (Dakota del Norte)
El municipio de Prospect (en inglés: Prospect Township) es un municipio ubicado en el condado de Ramsey en el estado estadounidense de Dakota del Norte. En el año 2010 tenía una población de 26 habitantes y una densidad poblacional de 0,28 personas por km².

## Geografía
El municipio de Prospect se encuentra ubicado en las coordenadas 48°29′34″N 98°30′16″O / 48.49278, -98.50444. Según la Oficina del Censo de los Estados Unidos, el municipio tiene una superficie total de 93,21 km², de la cual 92,63 km² corresponden a tierra firme y (0,63 %) 0,59 km² es agua.

## Demografía
Según el censo de 2010, había 26 personas residiendo en el municipio de Prospect. La densidad de población era de 0,28 hab./km². De los 26 habitantes, el municipio de Prospect estaba compuesto por el 100 % blancos. Del total de la población el 0 % eran hispanos o latinos de cualquier raza.